# 모니카 비티
모니카 비티(이탈리아어: Monica Vitti, 1931년 11월 3일~2022년 2월 2일)는 이탈리아의 배우이다. 미켈란젤로 안토니오니 감독의 삼부작 《정사》, 《밤》, 《태양은 외로워》를 통해 전세계적으로 이름을 알렸다. 안토니오니 감독과 작업한 이후에는 코미디 작품에도 출연해 마리오 모니첼리 감독의 다수 작품에 출연했다. 다비드 디 도나텔로 여우주연상을 5회, 이탈리아 골든 글로브 여우주연상을 7회 수상했다.

## 출연 작품

### 영화
- 외침(1957)
- 백야(1957)
- 정사(1960)
- 밤(1961)
- 아카토네(1961)
- 태양은 외로워(1962)
- 애정의 성(1963)
- 붉은 사막(1964)
- 더 플라잉 소서(1964)
- 더 퀸스(1966)
- 진홍의 여자(1969)
- 자유의 환상(1974)
- 못다한 사랑(1979)
- 남자들이 조심해야 할 여덟가지 타입의 여자(1979)
- 오베르왈드의 비밀(1980)
- 플러트(1983)